# Autocesta A5
Die Autocesta A5 (kroatisch für Autobahn A5), auch Slavonska autocesta (Slawonische Autobahn) oder kurz nur Slavonika genannt, ist eine von Nord nach Süd verlaufende Autobahn im Osten von Kroatien. Die Autobahn ist Teil des TEN-Korridors 5c und der Europastraße E73. Vollständig ausgebaut wird diese Strecke etwa 88,6 km lang sein und von Branjin Vrh bei Beli Manastir an der ungarischen Grenze über Osijek und Đakovo nach Svilaj an der Grenze zu Bosnien und Herzegowina führen. Sie ist im Besitz der Autobahngesellschaft Hrvatske Autoceste d.o.o. (HAC) und mautpflichtig.

## Freigaben
Die Autobahn wird von Süden nach Norden gebaut.
| Abschnitt | Bezeichnung                            | Freigabe                                |
| --------- | -------------------------------------- | --------------------------------------- |
| 1.        | Sredanci (A3) – Đakovo                 | 9. November 2007                        |
| 2.        | Đakovo – Osijek                        | 17. April 2009                          |
| 3.        | Sredanci (A3) – Svilaj                 | 2. März 2015                            |
| 4.        | Svilaj – Grenze BiH                    | 30. September 2021                      |
| 5.        | Osijek – Beli Manastir                 | 2. Dezember 2022                        |
| 6.        | Beli Manastir – Branjin Vrh (Grenze H) | Voraussichtliche Freigabe: Oktober 2025 |

## Anschlüsse
Diese Autobahn hat eine direkte Verbindung zur kroatischen Ost-West-Autobahn A3 Zagreb–Slavonski Brod–Lipovac(–Belgrad).